# ピエルルイジ・カシラギ
- ピエルイジ・カシラギ
- ピエールルイジ・カシラーギ

ピエルルイジ・カシラギ（Pierluigi Casiraghi, 1969年3月4日 - ）は、イタリア出身の元サッカー選手。サッカー指導者。元イタリア代表。ポジションはFW。

## 経歴
子供の頃はACミランのファンで、マーク・ヘイトリーのファンであった。モンツァでの活躍で、1989年にユヴェントスへと移籍した。1993-94シーズン開幕を前にワールドカップへ出場するためにプレー時間を求め、ラツィオへ移籍した。1994-95シーズンからゼーマンが新監督に就任すると、攻撃的サッカーの恩恵を受けて、多くの得点を決めるようになった。同シーズンのフィオレンティーナ戦では4得点を挙げるなど、このシーズンのリーグ戦で12得点を挙げた。1995-96シーズンにも14得点を挙げた。
1991年2月13日、アリゴ・サッキ監督により、ベルギーとの試合に先発起用されて代表デビュー。1992年2月19日、サンマリノ戦で代表初得点を挙げた。ワールドカップ予選では4試合で2ゴールを決めた。1994年のワールドカップアメリカ大会の代表に召集され、準決勝のブルガリア戦を含め、3試合に起用されたが、得点は奪えなかった。1996年の欧州選手権グループリーグ初戦のロシア戦で2得点を決めて勝利に貢献した。だが、第2戦のチェコ戦では、サッキが数人のメンバーの入れ替えを行い、カシラギも起用されず、2-1で敗北した。グループリーグ突破をかけて行われた、最終戦のドイツ戦、PKを獲得するなど活躍を見せるが、これをゾラが外し、イタリアは引き分けに持ち込まれ、この結果、チームはグループリーグで敗退した。その後のフランス・ワールドカップ予選では、ロシアとのプレーオフ第2戦で決勝点を挙げて本大会へとチームを導いた。ワールドカップ大会直前の4月22日に行われたパラグアイ戦でもプレーしたが、本大会のメンバーに選出されなかった。
1998-99シーズン、ジャンルカ・ヴィアリ選手兼監督が獲得を強く希望し、チェルシーへ移籍した。ウェストハム戦において相手GKと激突し靱帯を損傷する大怪我を負った。手術を数度行うも、怪我は回復せず、2000年にチェルシーから解雇され、31歳で現役を引退した。リハビリ期間中、ヴィアリを除き、チェルシーのチーム関係者やスタッフから容態を尋ねる電話などは1度も無かったという。